# Frédérique Constant

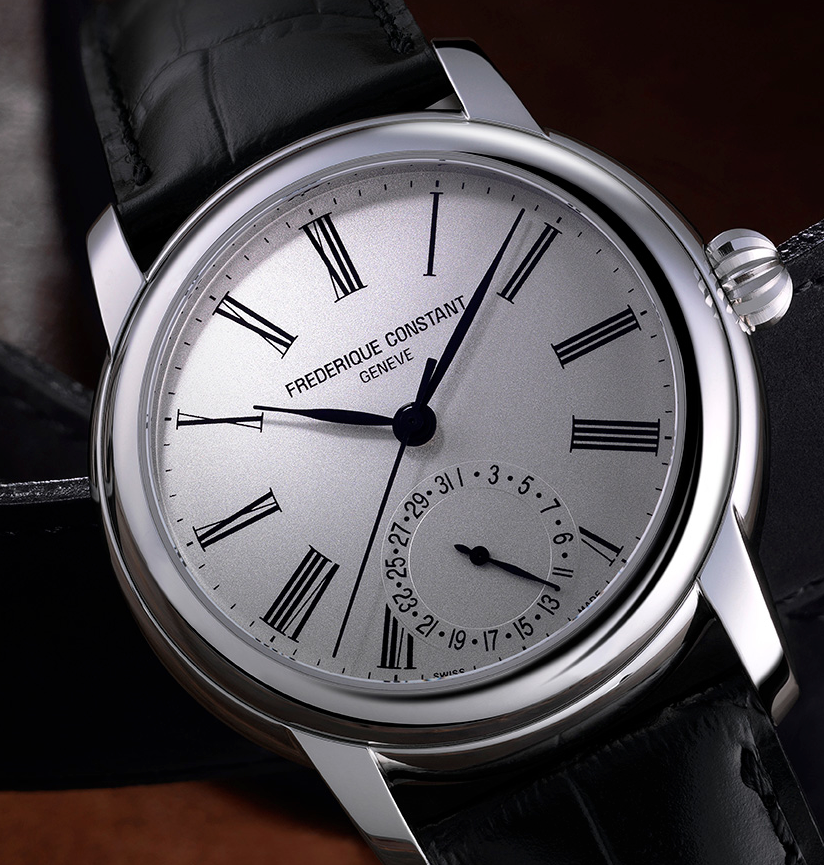
Frederique Constant Uhr

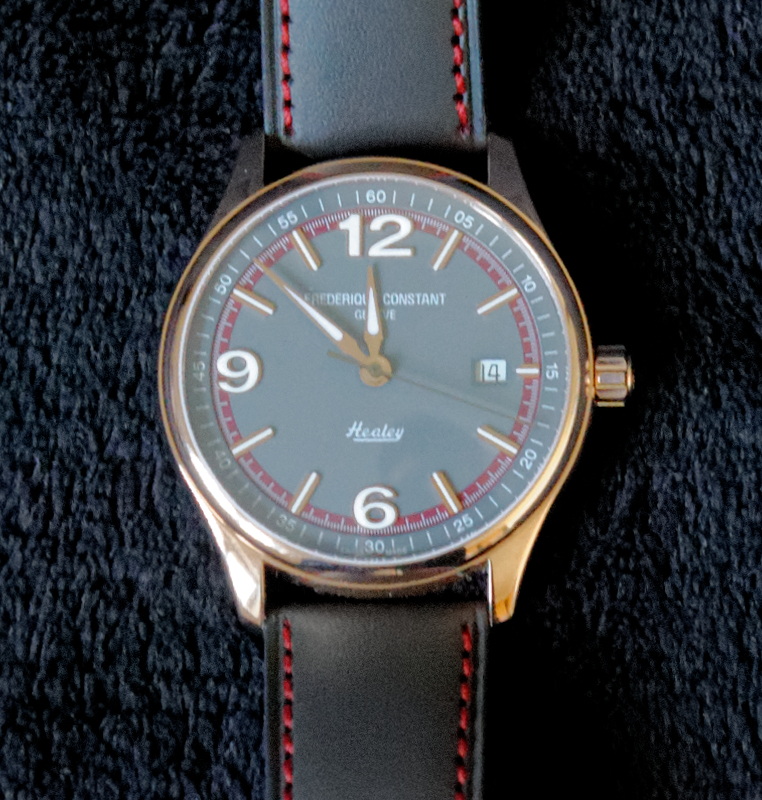
Vintage Rally Healey Limited Edition

Frédérique Constant ist ein Schweizer Unternehmen zur Herstellung von Uhren und wurde 1988 als Familienunternehmen von Aletta Bax and Peter Stas in Genf gegründet. Die erste Kollektion wurde 1992 vorgestellt.
Sämtliche Schritte vom Entwurf bis zur Fertigung werden von der Manufaktur in-house in Handarbeit durchgeführt. Das Unternehmen besitzt dafür nach eigenen Angaben ein 3.200 m² grosses Produktionsgebäude.

## Name
Der Name Frédérique Constant begründet sich auf Frédérique Schreiner (1881–1969) und Constant Stas (1880–1967). Der aktuelle Geschäftsführer Peter Stas ist Nachfahre in vierter Generation zu Constant Stas, dieser hat 1904 ein Unternehmen gegründet, das bedruckte Zifferblätter für die Uhrenindustrie herstellte.

## Geschichte
Gegründet 1988 von Aletta Bax und Peter Stas kaufte das Unternehmen 2002 den 1883 gegründeten Schweizer Uhrenhersteller Alpina auf. Ende Mai 2016 kaufte der japanische Uhrenkonzern Citizen die Schweizer Frédérique-Constant-Gruppe mit den Marken Alpina und Ateliers de Monaco, letztere wurde ebenfalls von Peter Stas 2008 mitbegründet.

## Kollektion
Die Kollektion besteht aus verschiedenen Serien:
- Manufacture
- Heart Beat
- Ladies Automatic
- Delight Automatic
- Horological Smartwatch
- Runabout
- Vintage Rally
- Slimline
- Classics

## Wohltätigkeitsunterstüzung
Frédérique Constant unterstützt zahlreiche Wohltätigkeitsorganisationen mit Förderungen zur Lösung von Herzproblemen bei Kindern:
- Mit der Aktion Heart Beat werden 50 US-Dollar pro verkaufte Uhr der Double Heart Beat Collection an verschiedene Wohltätigkeitsorganisationen im Bereich Herzerkrankungen bei Kindern gespendet.
- Die International Children’s Heart Foundation erhielt 2008 eine Förderung von 50'000 US-Dollar und 2011 über 75'000 US-Dollar zur Verbesserung der Möglichkeiten und Heilung für Kinder in Entwicklungsländern mit angeborenen Herzkrankheiten.
- 2009 spendete man der Stiftung Paint a Smile in Zusammenarbeit mit Shu Qi für die Renovierung der kardiologischen Station des Pekinger Kinderkrankenhauses.
- 2010 in Zusammenarbeit mit Eva Longoria wurde die Stiftung Par Coeur gefördert.
- An der Shanghai Fudan Universität wurde 2010 ein Stipendium erteilt zur Unterstützung der School of Basic Medicine Sciences und der School of Pharmacy im Bereich der Kardiologie in der Kinderheilkunde.
- Ebenfalls 2010 wurden der American Heart Association 50'000 US-Dollar überreicht für ihre Bemühungen für die Prävention von Herzkrankheiten und Herzinfarkten.
- 2011 wurde eine Benefizveranstaltung für die Hong Kong Children’s Heart Foundation zusammen mit Shu Qi durchgeführt.
- 2012 wurde eine Spende an die International Children Heart Foundation in der Dominikanischen Republik und der Ukraine vergeben, mit der 672 Kindern Operationen ermöglicht wurde.
- Am Weltherztag, 27. September 2012, wurde eine Partnerschaft mit der World Heart Federation verkündet, verbunden mit einem unbeschränkten Bildungszuschuss zur Verbesserung über das Wissen von Herzkrankheiten.